# قول شريف (زعيم ديني)

لوحة حديثة تصور حصار قازان

قول شريف ((بالتتارية: Qolşərif, Колшәриф) قلشريف، كولشريف ؛ العقل. 1552، Казань) - إمام، شخصية دينية في القرن السادس عشر، شاعر قاد دفاعًا عن إحدى وحدات كازان في أكتوبر 1552 ضد قوات إيفان الرهيب. توفي خلال الهجوم مع زملائه. مسجد قول شريف، الذي بني في 1996-2005 في كازان الكرملين في موقع المسجد القديم المدمر، سمي على اسمه.

## الأصل
يدّعِي شهاب الدين مرجاني (عالم تتري من القرن التاسع عشر) أن العديد من المصادر التاريخية تشهد على وجود شخصية قول شريف خلال فترة خانية كازان. وفقًا للبيانات التي تم جمعها، يخلص إلى أن قول شريف في وقت سقوط الخانات كان رئيسًا لرجال الدين المسلمين. اعتبر التتار قول شريف بطلاً عظيماً و«أمير».
كان قول شريف شريفًا ينتمي إلى عائلة أحفاد النبي محمد. هذا ما أكده المؤرخون الحديثون الذين نشروا علم الأنساب قبيلة خانية قاسم. عاش لبعض الوقت في خانية استراخان مع السيد منصور، الذي كان والده

## النشاط الأدبي
افترض الناقد الأدبي م. أ. أحمدزيانوف أن قول شريف هو مؤلف «ظفرنامه ولاية قازان» (1550)، قصائد «شريف خادزهتاراني» و«قول شريف». بعد تحليل الكتابات والقصائد، أشار أحمدزيانوف إلى أن مؤلفها متعلم للغاية ولديه معرفة في علم الفلك والتاريخ والعلوم الأخرى.

## سقوط قازان
عاش قول شريف في وقت كانت فيه كازان خانات تقترب من سقوطها. وصف الشاعر مأساة التتار في نثره «ظفرنامه ولاية قازان». لم يكن هناك مكان لخان قازان في انتظار الدعم، ولهذا السبب، في عام 1550، كان على قازان إبرام اتفاق بشأن المساعدة والتفاهم المتبادلين مع موسكو.
في العام المقبل، تدهورت العلاقات بين الدولتين مرة أخرى، وبالتالي فإن الروس قاموا بخرق اتفاق السلام. في الصيف، طوقت القوات الروسية كل قازان، وأرسلت قازان إلى المحافظين الروس الملا قول شريف وتيومين برنس بيبرس راستوف برسالة عن السلام. من سجلات 1551، إن السفراء لفترة طويلة لم يوافقوا على تقديم تنازلات؛ بعد تهديدات الاستيلاء على السلطة من قازان، وافق السفراء وقبلوا الشروط التي وضعتها موسكو.

## وفاته
توفي قول شريف في عام 1552 أثناء سقوط قازان. كتب الفيلسوف والمؤرخ مرجاني أن قول شريف وأتباعه اتحدوا في وحدة عسكرية معينة وتوفوا في المعركة. صعد قول شريف إلى سطح المسجد، حيث قُتل وسقطت جثته.